# 小龙门乡
小龙门乡，是中华人民共和国湖南省怀化市辰溪县下辖的一个乡镇级行政单位。

## 行政区划
小龙门乡下辖以下地区：
中伙铺村、虎地村、喇坪村、唐家湾村、六地坨村、尖山村、白泥湾村、小龙门村、方子山村、坨地坪村、毛家坪村、桐木坪村、张家人村和肖家溪村。